# Daniel Suárez (artista)
Daniel Suárez (San Cristóbal, Táchira, 13 de enero de 1950) es un pintor y escultor tachirense, representante del  arte abstracto geométrico venezolano. También es reconocido por su labor como promotor y restaurador cultural y por fundar el Centro de Arte Daniel Suárez en 2003.

## Biografía
Daniel Suárez nació en San Cristóbal el 13 de enero de 1950. Desde una edad temprana entró en contacto con la herrería y esto le brindó conocimientos sobre el manejo de los materiales que ha empleado en sus esculturas. En 1965 inició sus estudios en la Escuela de Artes Plásticas de San Cristóbal, los cuales se prolongaron hasta el año siguiente; tras esta breve experiencia académica ha llevado sus indagaciones artísticas de manera autónoma.
En 1968 empezó a participar en colectivas. En 1972 fijó su residencia en la capital de Venezuela. Cinco años después, en 1977, se produjo su primera exposición individual en la Galería Banap, ubicada en Caracas. Asimismo ha intervenido en festivales internacionales como la Feria Internacional MIA en Miami, Florida, celebrada en 2011. Varias de sus obras artísticas han sido exhibidas en espacios públicos, entre las cuales se pueden mencionar Al Sistema de Orquestas de Venezuela, la cual puede hallarse en el Bulevar de Sabana Grande desde el 2010; Trinidad, la cual se encuentra ubicada en Barquisimeto, estado Lara, adyacente al BRT Transbanca y Gestación, la cual fue instalada en la Autopista Francisco Fajardo en 2013. Otras han sido expuestas en la Estación de Metro Bellas Artes, del Metro de Caracas, y en espacios privados como en el Centro de Arte Daniel Suárez o en el campus de la Universidad Católica Andrés Bello (UCAB).
Su propuesta se fundamenta en el empleo de figuras geométricas para la consolidación de un discurso abstracto que se inclina por el paisajismo y por temas como la música, la familia, la juventud, el amor y el erotismo; su fuente primaria de inspiración es la naturaleza. Su material de trabajo predilecto es el hierro, aunque también ha hecho uso de otros componentes como la madera o el vidrio. Una curiosidad de este artista es que es daltónico. Sus creaciones suelen ser monocromáticas y los colores que emplea con mayor frecuencia son el amarillo, el rojo, el blanco y el marrón.

## Labor como promotor y restaurador cultural
En 2003 funda el Centro de Arte Daniel Suárez, ubicado en la Alta Florida, constituida con el propósito de preservar, promover, incentivar, exponer y mercantilizar las artes plásticas, con un énfasis en las corrientes contemporáneas, abstraccionistas y geométricas. Asimismo, es la sede de la Fundación Artista Plástico Daniel Suárez 1950, la cual tiene la finalidad de salvaguardar el patrimonio y el legado del mencionado creador, y de la Fundación Centro de Arte Daniel Suárez 2005, la cual tiene la misión de propiciar la retroalimentación entre artistas, coleccionistas, amantes del arte, galerías y museos, estudiantes y centros académicos, instituciones del ámbito público y del privado, con el fin de identificar y determinar conocimientos, experiencias, logros y retos pautados por las disciplinas artísticas en la contemporaneidad.
De los creadores que han expuesto individuales auspiciadas por la fundación se pueden destacar a Lía Bermúdez, Pedro León Castro, Onofre Frías, Carlota Arenas o Juvenal Ravelo. Además se han instaurado exposiciones colectivas como PianoPiano o Maestros y Jóvenes Artistas, ambas en 2007 y esta última con la participación del propio Daniel Suárez. En 2011 se dio apertura a la colección denominada Color- Forma- Textura, la cual tuvo la particularidad de reunir a un grupo heterogéneo de artistas del sexo femenino con motivo del Día Internacional de la Mujer, siendo esta una prueba de una gestión cultural con perspectiva de género. Las muestras han trascendido las barreras de lo local y se han organizado eventos con enfoque internacional como Expresiones de África, en 2008, el cual publicitó las producciones de los Francis Nicaise Tchiakpe, Emmanuel Ekong Ekefrey y Fidelis Onogwa, y Tendencias encontradas, en 2011, el cual aglomeró a distintos artistas de Argentina y Venezuela.
Por otra parte, el centro de arte ha participado en algunas ferias como la Feria de Arte y Moda de Puerto Ordaz o la Feria Internacional de Artes y Antigüedades de Maracaibo, en uno y otro se exhibieron producciones de Suárez. Entre las otras disciplinas que se han estimulado se traen a colación la fotografía, la música, la educación artística, la danza y la moda.

## Estilo e influencias[2]
Daniel Suárez ha optado por emplear la escultura y la pintura como los principales medios de expresión de sus inquietudes estéticas. El método que ha seguido a lo largo de su carrera es la abstracción con una particular afinidad por las figuras geométricas. Por ello, para advertir los fundamentos de su propuesta estética, resulta pertinente mencionar una anécdota que expresa el propio artista:  
```
  «Recuerdo que la tarde del viernes asistía a la clase de geometría en la que descubrí algunos de los conceptos más importantes de mi vida: el punto y la línea». 
```

Así pues, las obras escultóricas de este creador, en palabras de Darwin Suárez Bustamante, se erigen como «depositarias de la monumentalidad como legado de la escultura nacional contemporánea». Conforme al mismo, tanto en estas producciones como en su proyecto pictórico  se pueden apreciar ciertos aspectos formales persistentes como la determinación de elucidar la índole tipográfica de la materia, dando cuenta de las superficies a partir de un panorama estratosférico, aspecto que implica una incertidumbre metafísica de elevamiento. Del mismo modo, revela elementos con cortes, perforaciones, con un manejo pronunciado de las figuras geométricas y de una pigmentación que suele ser monocromática. Las circunferencias, las formas cóncavas y las líneas demuestran la dialéctica que se genera entre lo interno y el exterior.
Otro aspecto a considerar son aquellas esculturas que se yerguen con una postura perpendicular, en los cuales se percibe una inclinación por el movimiento sobre la forma. Estas aluden a figuras antropomorfas, instrumentos musicales, vegetación y objetos de la vida cotidiana que hacen referencia a tópicos inherentemente humanos como el juego. El empleo de materiales como madera, bronce o hierro sugestionan dureza y rigidez, no obstante el artista los manipula con la intención de hacer vertical la materia y de dotarla de movimiento sin suprimir esa solidez intrínseca. Este artífice pone de manifiesto en sus trabajos un hincapié en las nociones y los principios del arte, puesto que se sabe deudor de una tradición vasta y hace patente el legado escultórico venezolano del siglo XX sin despersonalizar su propia práctica.
Para precisar con mayor detenimiento la concepción artística de Daniel Suárez se va a hacer alusión a una de sus muestras, titulada Cosmogonías. El mismo título sugiere temas como el origen y el universo. En esta hubo una especial atención por desarrollar tópicos como la autobiografía, lo astrológico, lo geográfico, lo mágico y lo ecológico. Se distinguen alusiones vinculadas a los fundamentos orgánicos-mecánicos que engendran vida en las esculturas; por ello, Carlos Maldonado-Bourgoin lo califica de «artista-mago o mago y artista». En dicha exhibición se armonizan y se descubren diversas facetas de lo que representan la realidad del hombre coetáneo, sin dejar de lado sus complejas contrariedades. Las incisiones, hendiduras, fisuras y la utilización de formas diagonales dotan a las siluetas de una energía vigorosa. Estas cualidades demuestran la inquietud de explorar un espacio y un tiempo afines e inherentes a la producción artística. Para Suárez el cosmos alcanza su síntesis en la configuración del círculo y de la elipse, aspecto que posibilita establecer nexos no solo con conocimientos atávicos sino con la física moderna y la teoría cuántica, pues en estas dichas formas geométricas designan el génesis del universo.

## Resumen de exposiciones

### Individuales[2]
- 1977 Banap, Caracas.
- 1979 Casa de la cultura, Barinas.
- 1987 Galería Sin Límite, San Cristóbal.
- 1999 Sociedad de Arte Dramático, Maracaibo.
- 2000 Museo de Artes Visuales, San Cristóbal.
- 2000 Sala expositiva Estación Metro de Bellas Artes, Caracas.
- 2010 Centro de Arte Daniel Suárez, Caracas.
- 2017 Sala Magis de Arte Contemporáneo, UCAB, Caracas.[4]

### Colectivas[3][5]
- 2007 Centro de Arte Daniel Suárez, Caracas.
- 2008 Feria de Arte y Moda de Puerto Ordaz, Puerto Ordaz.
- 2009 Le Salon de Mai, Paris.
- 2010 Feria Internacional de Artes y Antigüedades de Maracaibo, Maracaibo.
- 2011 Centro de Arte Daniel Suárez, Caracas.
- 2011 Feria Internacional MIA, Miami.
- 2011 Hatillarte Noche de Galerías, Caracas.
- 2012 Sexta Bienal de Arte Contemporáneo y Monumental de Marcigny, Francia.
- 2012 Exposición Temática Anual en Homenaje al Maestro Enrique Grau. 12 María Mulatas para 12 elegidos, Bogotá.
- 2012 Galería de Arte Ascaso, Caracas.